# Lothar Schämer
Lothar Schämer (* 28. April 1940 in Ottowitz, Landkreis Karlsbad; † 27. Dezember 2017) war ein deutscher Fußballspieler.

## Karriere
Schämer spielte bis 1960 für den SV Erzhausen. Danach wurde er von Eintracht Frankfurt verpflichtet, für die er bis 1973 aktiv gewesen ist. Er gehörte am 24. August 1963 zur Startelf, die im Auftaktspiel der neu gegründeten Bundesliga, als einheitlich höchste deutsche Spielklasse, gegen den 1. FC Kaiserslautern das erste Spiel der Frankfurter bestritt; das Spiel endete 1:1 unentschieden, zu dem er per Handelfmeter in der 40. Minute beitrug und die Führung von Jürgen Neumann aus der 38. Minute ausglich. Damit ist er der erste Bundesliga-Torschütze für Eintracht Frankfurt.
Insgesamt bestritt er 76 Spiele in der Oberliga Süd, in denen er 43 Treffer erzielte sowie anschließend 216 Bundesligaspiele, in denen er 24 Mal traf. Im DFB-Pokal gelangen ihm bei 24 Einsätzen 4 Tore. Lothar Schämer war in den Anfangsjahren noch Stürmer, wechselte aber später in die Abwehr. Sein letztes Spiel bestritt er am 9. Juni 1973 (34. Spieltag) bei der 1:3-Niederlage im Heimspiel gegen den MSV Duisburg.
Nach seiner Profikarriere spielte er noch einige Jahre in seinem Heimatort beim SV Erzhausen.